# Pointillé
Pointillé är en teknik inom måleri och grafik, där linjer och penseldrag ersätts av punkter.
Tekniken har gamla anor inom miniatyrmåleriet, men blev genom pointillismen populär även inom tavelmåleriet. Tekniken används även inom grafiken, särskilt för olika typer av crayonmanér.